# Aigimios
Aigimios (altgriechisch Αἰγίμιος Aigímios) ist in der griechischen Mythologie Sohn des Doros und mythischer Stammvater und Gesetzgeber der Dorer, deren erster König er war, als die Dorer noch im nördlichen Thessalien siedelten. Seine Söhne waren Pamphylos und Dymas.
Beim gemeinsamen Versuch mit Hyllos, Ägina zu erobern, verhalf ihm Herakles zum Sieg, als er von dem Lapithen Koronos fast besiegt worden war. Das bei der Bitte um Hilfe gegebene Versprechen, ihm ein Drittel seines Königreiches zu schenken, lehnte Herakles ab, forderte das Zugesagte stattdessen für seine Nachfahren, die Herakliden. Allerdings adoptierte Aigimios den Hyllos und stellte ihn seinen eigenen Söhnen Pamphylos und Dymas gleich. Die drei bildeten fortan die eponymen Heroen der dorischen Phylen: der Hylleer, der Dymanen und der Pamphylen.
Aigimios war wohl zentrale Gestalt eines eigenen Epos, das seinen Mythos tradierte und entweder dem Hesiod oder Kerkops von Milet zugeschrieben wurde, von dem aber nur wenige Fragmente und Erwähnungen überliefert sind.